# Baronia de la Llacuna
La Baronia de la Llacuna fou una jurisdicció senyorial pertanyent als Cervelló, senyors de Vilademàger (Anoia), que empraren aquesta denominació vers el 1347. La baronia comprenia els termes actuals de la Llacuna, Miralles (Anoia) i Pontils (Conca de Barberà), dins el qual s'inclou Rocamora i Santa Perpètua de Gaià. Els termes actuals d'aquests tenen una extensió si fa no fa de 145 km², però la senyoria devia ser un xic més reduïda, perquè cal posar fora Vallespinosa, dins l'actual terme de Pontils, cosa que implica deixar isolat Selmella (ara dins el municipi de Pont d'Armentera), que també va pertànyer al senyoriu dels Cervelló.
Seguint de llevant a ponent, la senyoria quedava compresa entre el turonet on s'aixeca l'església de Sant Pere de Vilademàger, prop de les restes del castell, i la tossa de Montclar, on es conserven les runes de l'antiga fortalesa i la capella romànica de Sant Miquel, que probablement fou l'església del castell. Ambdós indrets configuren els límits est-oest de l'antiga senyoria.
La Baronia inicià la seva formació a finals del regnat de Jaume II, el 1325 assenyala el punt de partida de la baronia quant el rei Jaume feu donació a Guillem (IV) de Cervelló del mer imperi sobre Vilademàger-Pontils, tot reconeixent que aquests castells ja eren en possessió dels Cervelló com a feus reials. El privilegi fundacional fou ratificat per Joan I, el 1387, a favor de Guerau (VIII) de Cervelló, net del primer concessionari. Guerau havia estat empresonat en poder de la gent de l'infant Jaume de Mallorca a l'època de la invasió —o intent d'invasió, des del Rosselló— del Principat (1374), per pagar el seu rescat el rei qui empenyorà a favor del dit noble la jurisdicció, tant el mer com el mixt imperi, dels seus castells de Selmella, Rocamora, Foix i Santa Perpètua. Aquesta nòmina de castells s'ha d'afegir, doncs, al mer imperi que ja detentava sobre els de Vilademàger-Pontils, d'aquesta manera completaven l'àmbit jurisdiccional que acabaria tenint la futura baronia.
El 1397 els llocs de la baronia, aleshores en mans d'Elisenda de Queralt, vídua de Guillem Ramon II, eren els següents: Vilademàger-la Llacuna, Miralles, Pontils, Rocamora, Santa Perpètua i Selmella. Cal tenir en compte, però, que mentre els castells de Miralles, Rocamora i Selmella eren en alou dels Cervelló, els de Vilademàger, Pontils i el de Santa Perpètua, es tenien en feu pel rei. El domini del castell de Santa Perpètua fou disputat entre la branca Cervelló de Santa Perpètua i Vallespinosa (originada pel fill il·legítim de Guerau VII de Cervelló, borda) i la branca Vilademàger-Pontils, tot i que en la dècada de 1380 Santa Perpètua passà a dependre únicament dels Barons de Vilamàger.
El 1454, Arnau Guillem de Cervelló feu donació de la baronia, encara intitulada de Vilademàger, al seu fill emancipat Berenguer Arnau (III). La donació incloïa les següents localitats: la vila de la Llacuna, així com els castells i llocs de Miralles, Pontils, Rocamora, Santa Perpètua i Selmella; a més, també es traspassaven els llocs de Miralcamp, Bellfort i Vilaplana (diòcesi de Lleida), dels quals també n'era senyor. Amb tot la transmissió no es feu fins a la mort d'Arnau Guillem (ocorreguda després de 1478).
Fins aleshores, el castell de Vilademàger havia estat el centre dels seus dominis. Al segle xv els Cervelló traslladaren la seva residència prop de la Llacuna, en l'anomenat castell o casa del Pujol. La Llacuna esdevingué, doncs, el centre de la baronia (en el fogatjament de 1496-1497, el baró de la Llacuna consta com a registrat a la Llacuna).
La Llacuna té l'origen en un emplaçament apartat del castell de Vilademàger, a l'entorn d'un establiment eclesiàstic o priorat, on hi quedà agregat un hospital, fundat el 1325 que aviat tingué annexada l'església de Santa Maria de Natzaret que ocupava part del lloc on s'aixeca l'actual església parroquial. Per la Llacuna es canalitzà l'activitat mercantil de la baronia, de primer mitjançant l'obtenció d'un mercat setmanal, el 1319, i després (1335) mitjançant l'obtenció d'una fira anual. A finals del segle xv la Llacuna ja havia pres tot el protagonisme a l'antic terme de Vilademàger. Els senyors van passar a fer-hi residència, d'aquí que fos més apropiat de referir-se a ells com a barons de la Llacuna que no de Vilamàger.
Al segle xvi els Cervelló canviaren de nom pels de Castre i de Pinós arran del casament de Berenguer Arnau (III) amb Joana de Castre-Pinós. A finals d'aquest segle, la baronia passà als Alagó, barons d'Alfajarín, i després als Montcada, marquesos d'Aitona i als Fernández de Córdoba, ducs de Medinaceli. El 1831 la jurisdicció era compartida entre el marquès d'Aitona (duc de Medinaceli) i el marquès de Moja.